# Bivak Hlek
Bivak Hlek se nahaja na južnem pobočju Vršanje glave, 1225m visoko. Zgradili so ga leta 1983 in je pod upravljanjem PD Kobarid. Odprt je celo leto in prosto dostopen.
V spodjih prostorih je peč, miza in klopi, zgoraj pa je deset ležišč. Na voljo je tudi kapnica.